# Tanjung Pulo
Tanjung Pulo is een bestuurslaag in het regentschap Karo van de provincie Noord-Sumatra, Indonesië. Tanjung Pulo telt 382 inwoners (volkstelling 2010).